# Something's Gotta Give
Something's Gotta Give is een romantische komediefilm uit 2003, geregisseerd, geschreven en geproduceerd door Nancy Meyers.

## Verhaal
Harry Sanborn is een rokkenjager met een voorliefde voor jonge vrouwen die verliefd wordt op de oudere, mysterieuze toneelschrijfster Erica Barry.

## Rolverdeling
| Acteur              | Personage     |
| ------------------- | ------------- |
| Jack Nicholson      | Harry Sanborn |
| Diane Keaton        | Erica Barry   |
| Keanu Reeves        | Julian Mercer |
| Frances McDormand   | Zoe           |
| Amanda Peet         | Marin         |
| Jon Favreau         | Leo           |
| Paul Michael Glaser | Dave          |
| Rachel Ticotin      | Dr. Martinez  |

## Achtergrond
De opnames vonden plaats in onder meer Los Angeles, New York (The Hamptons) en Parijs. De totale productiekosten van de film bedroegen 80 miljoen dollar, de opbrengst in de Verenigde Staten was 124.728.738 dollar en buiten de Verenigde Staten 142.000.000 dollar.